# Copa Centroamericana 2017
La Copa Centroamericana 2017 fue la decimocuarta edición y última del torneo de selecciones nacionales masculinas de fútbol pertenecientes a la Unión Centroamericana de Fútbol (UNCAF). Se llevó a cabo del 13 al 22 de enero de 2017 en Panamá que fue anunciado como sede el 4 de marzo de 2016. De esta forma la Copa Centroamericana volvió a desarrollarse en un país de la región centroamericana después que la edición anterior se efectuara en Estados Unidos.
Como en ediciones anteriores la Copa Centroamericana otorgó cuatro cupos y medio de clasificación a la Copa Oro de la Concacaf 2017. Debido a la suspensión de Guatemala, se cambió el formato de juego pasa de ser dos grupos uno de 4 equipos y otro de 3 equipos, a un solo grupo de todos contra todos. Los 4 mejores ubicados clasificaron directo a la Copa Oro de la Concacaf 2017, y el quinto lugar jugó un repechaje contra el quinto clasificado de la Copa del Caribe de 2016 en busca del último cupo.
Costa Rica es el campeón defensor tras conseguir el título en el 2014.
Guatemala quedó fuera de este torneo, debido a su suspensión por parte de la FIFA de no poder competir en ningún torneo internacional, tanto a nivel de clubes como de selección. Esto se anunció oficialmente el 12 de diciembre de 2016, la fecha límite de inscripciones para el torneo. Se anunció por parte de la UNCAF y la CONCACAF.

## Organización

### Sede
El 6 de marzo de 2016 el vicepresidente de la Federación Panameña de Fútbol Ramón Cardoze anunció que el Estadio Rommel Fernández será la única sede en la que se llevarán a cabo todos los partidos.
| Ciudad de Panamá , sede de la Copa Centroamericana 2017 | Ciudad de Panamá         |
| ------------------------------------------------------- | ------------------------ |
| Ciudad de Panamá , sede de la Copa Centroamericana 2017 | Provincia de Panamá      |
| Ciudad de Panamá , sede de la Copa Centroamericana 2017 | Estadio Rommel Fernández |
| Ciudad de Panamá , sede de la Copa Centroamericana 2017 | Capacidad: 23.000        |
| Ciudad de Panamá , sede de la Copa Centroamericana 2017 |                          |

## Equipos participantes
De las selecciones de las siete federaciones que conforman la Unión Centroamericana de Fútbol, solo 6 participaron en el torneo, debido a la suspensión de Guatemala.
| Equipos participantes | Equipos participantes | Equipos participantes |
| --------------------- | --------------------- | --------------------- |
| Belice                | Costa Rica            | El Salvador           |
| Honduras              | Nicaragua             | Panamá                |

### Sorteo
El sorteo para la conformación de los grupos se llevó a cabo el 25 de octubre de 2016 en Panamá. Las selecciones de Panamá y Costa Rica fueron designadas como cabezas de serie por ser el país anfitrión y el campeón vigente respectivamente. Debido a la suspensión de Guatemala se modificó el formato de juego. Ya no de dos grupos sino un solo grupo de todos contra todos.

## Resultados
- Las horas indicadas en los partidos corresponden al huso horario local de Panamá: UTC-5.

### Fase de grupos
| Pos. | Equipo       | Pts. | PJ | G | E | P | GF | GC | Dif. | Clasificación                      |
| ---- | ------------ | ---- | -- | - | - | - | -- | -- | ---- | ---------------------------------- |
| 1    | Honduras (C) | 13   | 5  | 4 | 1 | 0 | 7  | 3  | +4   | Clasifica a la Copa Oro            |
| 2    | Panamá (H)   | 10   | 5  | 3 | 1 | 1 | 4  | 2  | +2   | Clasifica a la Copa Oro            |
| 3    | El Salvador  | 7    | 5  | 2 | 1 | 2 | 5  | 4  | +1   | Clasifica a la Copa Oro            |
| 4    | Costa Rica   | 6    | 5  | 1 | 3 | 1 | 4  | 2  | +2   | Clasifica a la Copa Oro            |
| 5    | Nicaragua    | 4    | 5  | 1 | 1 | 3 | 5  | 6  | −1   | Clasifica al Playoff a la Copa Oro |
| 6    | Belice (E)   | 1    | 5  | 0 | 1 | 4 | 2  | 10 | −8   |                                    |

 Fuente: CONCACAF
Criterios de clasificación: 1) Puntos; 2) Gol diferencia; 3) Goles anotados; 4) Enfrentamiento directo; 5) Diferencia de goles entre rivales directos; 6) Goles anotados entre rivales directos; 7) Sorteo (Reglamento Artículo 8.4).

#### Ronda 1
| 13 de enero de 2017, 16:00 | Honduras                   | 2:1 (1:1) | Nicaragua           | Estadio Rommel Fernández, Ciudad de Panamá |                             |
|                            | Hernández 23' · Andino 69' | Reporte   | Figueroa 20' (a.g.) | Árbitro(s): Ricardo Montero                | Árbitro(s): Ricardo Montero |

| 13 de enero de 2017, 18:30 | Costa Rica | 0:0     | El Salvador | Estadio Rommel Fernández, Ciudad de Panamá |                          |
|                            |            | Reporte |             | Árbitro(s): Jair Marrufo                   | Árbitro(s): Jair Marrufo |

| 13 de enero de 2017, 21:00 | Panamá | 0:0     | Belice | Estadio Rommel Fernández, Ciudad de Panamá |                          |
|                            |        | Reporte |        | Árbitro(s): Walter López                   | Árbitro(s): Walter López |

#### Ronda 2
| 15 de enero de 2017, 13:00 | Belice | 0:3 (0:1) | Costa Rica                  | Estadio Rommel Fernández, Ciudad de Panamá |                          |
|                            |        | Reporte   | Ortiz 25' 64' · Venegas 51' | Árbitro(s): Kimbell Ward                   | Árbitro(s): Kimbell Ward |

| 15 de enero de 2017, 15:30 | El Salvador | 1:2 (1:0) | Honduras         | Estadio Rommel Fernández, Ciudad de Panamá |                               |
|                            | Zelaya 11'  | Reporte   | Castillo 62' 90' | Árbitro(s): Fernando Guerrero              | Árbitro(s): Fernando Guerrero |

| 15 de enero de 2017, 18:00 | Panamá                | 2:1 (2:1) | Nicaragua  | Estadio Rommel Fernández, Ciudad de Panamá |                          |
|                            | Miller 8' · Núñez 12' | Reporte   | García 30' | Árbitro(s): Joel Aguilar                   | Árbitro(s): Joel Aguilar |

#### Ronda 3
| 17 de enero de 2017, 16:00 | El Salvador                           | 3:1 (3:1) | Belice       | Estadio Rommel Fernández, Ciudad de Panamá |                           |
|                            | Mayén 15' · Barahona 20' · Romero 23' | Reporte   | McCaulay 44' | Árbitro(s): Óscar Moncada                  | Árbitro(s): Óscar Moncada |

| 17 de enero de 2017, 18:30 | Costa Rica | 0:0     | Nicaragua | Estadio Rommel Fernández, Ciudad de Panamá |                        |
|                            |            | Reporte |           | Árbitro(s): John Pitti                     | Árbitro(s): John Pitti |

| 17 de enero de 2017, 21:00 | Panamá | 0:1 (0:1) | Honduras             | Estadio Rommel Fernández, Ciudad de Panamá |                          |
|                            |        | Reporte   | Hernández 37' (pen.) | Árbitro(s): Jair Marrufo                   | Árbitro(s): Jair Marrufo |

#### Ronda 4
| 20 de enero de 2017, 16:00 | Nicaragua                             | 3:1 (1:0) | Belice    | Estadio Rommel Fernández, Ciudad de Panamá |                          |
|                            | Barrera 29' · Cadena 84' · García 90' | Reporte   | Smith 54' | Árbitro(s): Joel Aguilar                   | Árbitro(s): Joel Aguilar |

| 20 de enero de 2017, 18:30 | Honduras   | 1:1 (1:0) | Costa Rica | Estadio Rommel Fernández, Ciudad de Panamá |                               |
|                            | Andino 17' | Reporte   | Calvo 60'  | Árbitro(s): Fernando Guerrero              | Árbitro(s): Fernando Guerrero |

| 20 de enero de 2017, 21:00 | Panamá     | 1:0 (0:0) | El Salvador | Estadio Rommel Fernández, Ciudad de Panamá |                          |
|                            | Arroyo 82' | Reporte   |             | Árbitro(s): Walter López                   | Árbitro(s): Walter López |

#### Ronda 5
| 22 de enero de 2017, 11:00 | Belice | 0:1 (0:0) | Honduras      | Estadio Rommel Fernández, Ciudad de Panamá |                          |
|                            |        | Reporte   | Hernández 55' | Árbitro(s): Kimbell Ward                   | Árbitro(s): Kimbell Ward |

| 22 de enero de 2017, 13:30 | El Salvador | 1:0 (0:0) | Nicaragua | Estadio Rommel Fernández, Ciudad de Panamá |                        |
|                            | Herrera 54' | Reporte   |           | Árbitro(s): John Pittí                     | Árbitro(s): John Pittí |

| 22 de enero de 2017, 16:00 | Panamá     | 1:0 (0:0) | Costa Rica | Estadio Rommel Fernández, Ciudad de Panamá |                           |
|                            | Cooper 67' | Reporte   |            | Árbitro(s): Óscar Moncada                  | Árbitro(s): Óscar Moncada |

## Campeón
| Bandera de Honduras |
| Campeón Honduras    |
| Cuarto título       |

## Estadísticas

### Goleadores
| Jugador              | Selección   | Goles | PJ |
| -------------------- | ----------- | ----- | -- |
| Eddie Hernández      | Honduras    | 3     | 3  |
| José Guillermo Ortiz | Costa Rica  | 2     | 1  |
| Rubilio Castillo     | Honduras    | 2     | 1  |
| Erick Andino         | Honduras    | 2     | 3  |
| Brayan García        | Nicaragua   | 2     | 4  |
| Johan Venegas        | Costa Rica  | 1     | 1  |
| Rodolfo Zelaya       | El Salvador | 1     | 2  |
| Roderick Miller      | Panamá      | 1     | 2  |
| Josiel Núñez         | Panamá      | 1     | 2  |
| Gerson Mayén         | El Salvador | 1     | 3  |
| Juan Barahona        | El Salvador | 1     | 3  |
| Henry Romero         | El Salvador | 1     | 3  |
| Deon McCaulay        | Belice      | 1     | 3  |
| Elroy Smith          | Belice      | 1     | 4  |
| Juan Barrera         | Nicaragua   | 1     | 4  |
| Daniel Cadena        | Nicaragua   | 1     | 4  |
| Francisco Calvo      | Costa Rica  | 1     | 1  |
| Irvin Herrera        | El Salvador | 1     | 5  |

| Jugador        | Selección | Autogoles            |
| -------------- | --------- | -------------------- |
| Henry Figueroa | Honduras  | 1 (contra Nicaragua) |

### Clasificación general
Las tablas de rendimiento no reflejan la clasificación final de los equipos, sino que muestran el rendimiento de los mismos atendiendo a la ronda final alcanzada.
Si en la segunda fase algún partido se define mediante tiros de penal, el resultado final del juego se considera empate. El equipo que haga más punto es campeón.
| Posición | Selección   | Pts. | PJ | PG | PE | PP | GF | GC | Dif | Rend.  |
| -------- | ----------- | ---- | -- | -- | -- | -- | -- | -- | --- | ------ |
| 1        | Honduras    | 13   | 5  | 4  | 1  | 0  | 7  | 3  | 4   | 86.67% |
| 2        | Panamá      | 10   | 5  | 3  | 1  | 1  | 4  | 2  | 2   | 66.67% |
| 3        | El Salvador | 7    | 5  | 2  | 1  | 2  | 5  | 4  | 1   | 46.67% |
| 4        | Costa Rica  | 6    | 5  | 1  | 3  | 1  | 4  | 2  | 2   | 40%    |
| 5        | Nicaragua   | 4    | 5  | 1  | 1  | 3  | 5  | 6  | -1  | 26.67% |
| 6        | Belice      | 1    | 5  | 0  | 1  | 4  | 2  | 10 | -8  | 6.67%  |

## Premios y reconocimientos
| Premio        | Descripción                                         | Ganador         |
| ------------- | --------------------------------------------------- | --------------- |
| Balón de oro  | Premio al mejor jugador del torneo                  | Jorge Claros    |
| Bota de oro   | Premio al goleador del torneo                       | Eddie Hernández |
| Guante de oro | Premio al portero menos batido del torneo           | José Calderón   |
| Fair Play     | Premio al equipo que practicó mejor el juego limpio | Costa Rica      |

### Equipo del torneo
| Porteros      | Defensores                                                   | Mediocampistas                        | Delanteros                                  |
| ------------- | ------------------------------------------------------------ | ------------------------------------- | ------------------------------------------- |
| José Calderón | Alexander Larín Harold Cummings Francisco Calvo Jairo Puerto | Óscar Cerén Darwin Cerén Jorge Claros | Armando Cooper Erick Andino Eddie Hernández |

## Clasificados a la Copa de Oro de la Concacaf 2017
| Honduras | Panamá     | El Salvador  | Costa Rica   | Nicaragua |
| Campeón  | Subcampeón | Tercer lugar | Cuarto lugar | Repechaje |

## Repesca a la Copa de Oro 2017
La selección de Nicaragua al ser el quinto puesto, se enfrentó en un repechaje con el quinto mejor equipo de la Copa del Caribe de 2016, la selección de Haití, para definir el último clasificado a la Copa de Oro 2017. El orden de los encuentros serían definidos el día 3 de febrero de 2017.
Las fechas de los partidos fueron los días 24 y 28 de marzo de 2017.
| 24 de marzo de 2017, 19:00 | Haití                       | 3:1 (2:0) | Nicaragua     | Stade Sylvio Cator, Puerto Príncipe |                          |
|                            | Louis 21' 55' · Belfort 39' |           | Chavarría 86' | Árbitro(s): Drew Fischer            | Árbitro(s): Drew Fischer |

| 28 de marzo de 2017, 19:00 | Nicaragua                    | 3:0 (0:0) | Haití | Estadio Nacional, Managua |                         |
|                            | Barrera 85' (pen.) 87' 90+1' |           |       | Árbitro(s): Jorge Rojas   | Árbitro(s): Jorge Rojas |